# Segunda ronda de la clasificación de CAF para la Copa Mundial de Fútbol de 2018
La Segunda ronda de la Clasificación de CAF para la Copa Mundial de Fútbol de 2018 fue la etapa que determinará a los clasificados a la tercera ronda del torneo clasificatorio de la Confederación Africana de Fútbol (CAF).

## Equipos participantes
En la segunda ronda participaron 40 selecciones, los trece equipos ganadores de sus series en la ronda anterior y veintisiete restantes que ingresaron en esta etapa, estos fueron las selecciones ubicadas en los puestos 1 al 27 en la lista de equipos participantes.

### Sorteo
El sorteo de la segunda ronda se realizó el 25 de julio de 2015 en el Palacio Konstantínovski en la ciudad de San Petersburgo, Rusia, dentro del marco del sorteo preliminar de la Copa Mundial de la FIFA Rusia 2018. Solo las 27 selecciones que ingresan directamente a esta ronda fueron distribuidas en tres bombos según su ubicación en el ranking FIFA publicado el 9 de julio de 2015, las trece mejores selecciones en el bombo 1, las siete siguientes, ubicadas en los puestos 14 al 20, en el bombo 2 y las siete últimas, ubicadas en los puestos 21 al 27, en el bombo 3.
La numeración corresponde a la ubicación en la lista de equipos participantes y entre paréntesis se indica el puesto de cada selección en el ranking FIFA tomado en consideración.
| Bombo 1 | Bombo 2 | Bombo 3 |
| --- | --- | --- |
| 1. Argelia (19) 2. Costa de Marfil (21) 3. Ghana (25) 4. Túnez (32) 5. Senegal (39) 6. Camerún (42) 7. Congo (47) 8. Cabo Verde (52) 9. Egipto (55) 10. Nigeria (57) 11. Guinea (58) 12. RD Congo (60) 13. Malí (61) | 14. Guinea Ecuatorial (63) 15. Gabón (65) 16. Sudáfrica (70) 17. Zambia (71) 18. Burkina Faso (72) 19. Uganda (73) 20. Ruanda (78) | 21. Togo (83) 22. Marruecos (84) 23. Sudán (90) 24. Angola (92) 25. Mozambique (95) 26. Benín (96) 27. Libia (96) |

## Formato de competición
Las 40 selecciones que participan en esta ronda formaron 20 series de 2 equipos, las selecciones se enfrentan en partidos de ida y vuelta con un sistema de eliminación directa. En cada serie, clasifica a la tercera ronda el equipo que marque más goles en ambos partidos. Si ambos equipos marcan la misma cantidad de goles en los dos partidos se aplica la regla del gol de visitante, si los goles marcados de visita por los equipos es el mismo o si ambos partidos terminan empatados cero a cero se procede a jugar un tiempo extra de dos periodos de 15 minutos cada uno al finalizar el partido de vuelta. Si no se marcan goles en el tiempo extra se define al ganador mediante tiros desde el punto penal. Si en el tiempo extra ambos equipos marcan la misma cantidad de goles se declara ganador al equipo visitante sobre la base de la regla del gol de visitante.
Los procedimientos anteriores son aplicados de acuerdo al artículo 20.10 del reglamento de la competición preliminar de la Copa Mundial de la FIFA 2018.

## Resultados
- Las horas indicadas corresponden al huso horario local de la ciudad sede de cada partido.

| Fechas               | Local ida   | Resultado global | Local vuelta      | Ida   | Vuelta       |
| -------------------- | ----------- | ---------------- | ----------------- | ----- | ------------ |
| 13 y 17 de noviembre | Níger       | 0 – 3            | Camerún           | 0 - 3 | 0 - 0        |
| 13 y 17 de noviembre | Mauritania  | 2 – 4            | Túnez             | 1 - 2 | 1 - 2        |
| 12 y 15 de noviembre | Namibia     | 0 – 3            | Guinea            | 0 - 1 | 0 - 2        |
| 14 y 17 de noviembre | Etiopía     | 4 – 6            | Congo             | 3 - 4 | 1 - 2        |
| 14 y 17 de noviembre | Chad        | 1 – 4            | Egipto            | 1 - 0 | 0 - 4        |
| 13 y 17 de noviembre | Comoras     | 0 – 2            | Ghana             | 0 - 0 | 0 - 2        |
| 13 y 17 de noviembre | Suazilandia | 0 – 2            | Nigeria           | 0 - 0 | 0 - 2        |
| 14 y 17 de noviembre | Botsuana    | 2 – 3            | Malí              | 2 - 1 | 0 - 2        |
| 12 y 15 de noviembre | Burundi     | 4 – 5            | RD Congo          | 2 - 3 | 2 - 2        |
| 13 y 17 de noviembre | Liberia     | 0 – 4            | Costa de Marfil   | 0 - 1 | 0 - 3        |
| 13 y 17 de noviembre | Madagascar  | 2 – 5            | Senegal           | 2 - 2 | 0 - 3        |
| 13 y 17 de noviembre | Kenia       | 1 – 2            | Cabo Verde        | 1 - 0 | 0 - 2        |
| 14 y 17 de noviembre | Tanzania    | 2 – 9            | Argelia           | 2 - 2 | 0 - 7        |
| 11 y 15 de noviembre | Sudán       | 0 – 3            | Zambia            | 0 - 1 | 0 - 2        |
| 13 y 17 de noviembre | Libia       | 4 – 1            | Ruanda            | 1 - 0 | 3 - 1        |
| 12 y 15 de noviembre | Marruecos   | 2 – 1            | Guinea Ecuatorial | 2 - 0 | 0 - 1        |
| 11 y 14 de noviembre | Mozambique  | 1(3) – 1(4)      | Gabón (p)         | 1 - 0 | 0 - 1 (t.s.) |
| 12 y 17 de noviembre | Benín       | 2 – 3            | Burkina Faso      | 2 - 1 | 0 - 2        |
| 12 y 15 de noviembre | Togo        | 0 – 4            | Uganda            | 0 - 1 | 0 - 3        |
| 13 y 17 de noviembre | Angola      | 1 – 4            | Sudáfrica         | 1 - 3 | 0 - 1        |

### Níger - Camerún
| 13 de noviembre de 2015, 16:00 UTC+1 | Níger | 0:3 (0:3)                | Camerún                               | Estadio General Seyni Kountché, Niamey |                                   |
|                                      |       | FIFA Reporte CAF Reporte | M'Bia 36' · Aboubakar 39' · Salli 40' | Árbitro(s): Noureddine El Jaafari      | Árbitro(s): Noureddine El Jaafari |

| 17 de noviembre de 2015, 15:00 UTC+1 | Camerún | 0:0                      | Níger | Stade Ahmadou Ahidjo, Yaundé |                          |
|                                      |         | FIFA Reporte CAF Reporte |       | Árbitro(s): Gehad Grisha     | Árbitro(s): Gehad Grisha |

Camerún avanzó a la tercera ronda luego de ganar la serie con un marcador global de 3 - 0.

### Mauritania - Túnez
| 13 de noviembre de 2015, 17:00 UTC±0 | Mauritania  | 1:2 (1:0)                | Túnez                      | Estadio Olímpico de Nuakchot, Nuakchot |                                |
|                                      | N'Diaye 22' | FIFA Reporte CAF Reporte | Khazri 62' · Chikhaoui 68' | Árbitro(s): Eric Otogo-Castane         | Árbitro(s): Eric Otogo-Castane |

| 17 de noviembre de 2015, 18:00 UTC+1 | Túnez                          | 2:1 (0:0)                | Mauritania | Estadio Olímpico de Radès, Radès |                         |
|                                      | S. Ben Youssef 51' · Bguir 84' | FIFA Reporte CAF Reporte | Khalil 71' | Árbitro(s): Denis Batte          | Árbitro(s): Denis Batte |

Túnez avanzó a la tercera ronda luego de ganar la serie con un marcador global de 4 - 2.

### Namibia - Guinea
| 12 de noviembre de 2015, 16:00 UTC+2 | Namibia | 0:1 (0:1)                | Guinea       | Estadio Sam Nujoma, Windhoek |                            |
|                                      |         | FIFA Reporte CAF Reporte | N. Keita 27' | Árbitro(s): Rédouane Jiyed   | Árbitro(s): Rédouane Jiyed |

| 15 de noviembre de 2015, 19:00 UTC±0 | Guinea                       | 2:0 (1:0)                | Namibia | Estadio Mohammed V, Casablanca (Marruecos) |                            |
|                                      | Id. Sylla 43' · N. Keita 79' | FIFA Reporte CAF Reporte |         | Árbitro(s): Bienvenu Sinko                 | Árbitro(s): Bienvenu Sinko |

Guinea avanzó a la tercera ronda luego de ganar la serie con un marcador global de 3 - 0.

### Etiopía - Congo
| 14 de noviembre de 2015, 16:00 UTC+3 | Etiopía                                  | 3:4 (1:1)                | Congo                                                  | Estadio de Adís Abeba, Adís Abeba |                                |
|                                      | Getaneh 41' · Fekadu 82' · Bekele 90'+1' | FIFA Reporte CAF Reporte | Bifouma 43' · N'Guessi 63' · Ndinga 75' · Binguila 81' | Árbitro(s): Mohamed Said Kordi    | Árbitro(s): Mohamed Said Kordi |

| 17 de noviembre de 2015, 15:30 UTC+1 | Congo                     | 2:1 (0:0)                | Etiopía     | Estadio Alphonse Massemba-Débat, Brazzaville |                              |
|                                      | N'Ganga 48' · Bifouma 53' | FIFA Reporte CAF Reporte | Getaneh 28' | Árbitro(s): El Fadil Mohamed                 | Árbitro(s): El Fadil Mohamed |

Congo avanzó a la tercera ronda luego de ganar la serie con un marcador global de 6 - 4.

### Chad - Egipto
| 14 de noviembre de 2015, 15:30 UTC+1 | Chad         | 1:0 (0:0)                | Egipto | Estadio Polideportivo Idriss Mahamat Ouya, Yamena |                            |
|                                      | Ndouasel 73' | FIFA Reporte CAF Reporte |        | Árbitro(s): Ferdinand Udoh                        | Árbitro(s): Ferdinand Udoh |

| 17 de noviembre de 2015, 18:30 UTC+2 | Egipto                                   | 4:0 (4:0)                | Chad | Estadio Borg El Arab, Alejandría |                                |
|                                      | El Nenny 5' · Saied 10' · Hassan 36' 40' | FIFA Reporte CAF Reporte |      | Árbitro(s): Thierry Nkurunziza   | Árbitro(s): Thierry Nkurunziza |

Egipto avanzó a la tercera ronda luego de ganar la serie con un marcador global de 4 - 1.

### Comoras - Ghana
| 13 de noviembre de 2015, 15:00 UTC+3 | Comoras | 0:0                      | Ghana | Estadio Said Mohamed Cheikh, Mitsamiouli |                             |
|                                      |         | FIFA Reporte CAF Reporte |       | Árbitro(s): Norman Matemera              | Árbitro(s): Norman Matemera |

| 17 de noviembre de 2015, 15:00 UTC±0 | Ghana                    | 2:0 (1:0)                | Comoras | Estadio Baba Yara, Kumasi |                           |
|                                      | Wakaso 18' · J. Ayew 18' | FIFA Reporte CAF Reporte |         | Árbitro(s): Mohamed Ragab | Árbitro(s): Mohamed Ragab |

Ghana avanzó a la tercera ronda luego de ganar la serie con un marcador global de 2 - 0.

### Suazilandia - Nigeria
| 13 de noviembre de 2015, 19:00 UTC+2 | Suazilandia | 0:0                      | Nigeria | Estadio Nacional Somhlolo, Lobamba |                            |
|                                      |             | FIFA Reporte CAF Reporte |         | Árbitro(s): Akintoye Koole         | Árbitro(s): Akintoye Koole |

| 17 de noviembre de 2015, 16:00 UTC+1 | Nigeria                 | 2:0 (0:0)                | Suazilandia | Estadio Adokiye Amiesimaka, Port Harcourt |                            |
|                                      | Simon 51' · Ambrose 87' | FIFA Reporte CAF Reporte |             | Árbitro(s): Jackson Pavaza                | Árbitro(s): Jackson Pavaza |

Nigeria avanzó a la tercera ronda luego de ganar la serie con un marcador global de 2 - 0.

### Botsuana - Malí
| 14 de noviembre de 2015, 16:00 UTC+2 | Botsuana                     | 2:1 (2:0)                | Malí    | Estadio Francistown, Francistown |                         |
|                                      | Gadibolae 14' · Mogorosi 24' | FIFA Reporte CAF Reporte | Sow 56' | Árbitro(s): Ali Adelaid          | Árbitro(s): Ali Adelaid |

| 17 de noviembre de 2015, 19:00 UTC±0 | Malí                          | 2:0 (2:0)                | Botsuana | Estadio del 26 de Marzo, Bamako |                            |
|                                      | Diabaté 10' (pen.) · Sako 30' | FIFA Reporte CAF Reporte |          | Árbitro(s): Ali Lemghaifry      | Árbitro(s): Ali Lemghaifry |

Malí avanzó a la tercera ronda luego de ganar la serie con un marcador global de 3 - 2.

### Burundi - RD Congo
| 12 de noviembre de 2015, 15:30 UTC+2 | Burundi        | 2:3 (1:1)                | RD Congo                    | Estadio del Príncipe Louis Rwagasore, Buyumbura |                                |
|                                      | Amissi 38' 83' | FIFA Reporte CAF Reporte | Bolasie 5' · Mubele 86' 88' | Árbitro(s): Mbongiseni Fakudze                  | Árbitro(s): Mbongiseni Fakudze |

| 15 de noviembre de 2015, 15:30 UTC+1 | RD Congo                   | 2:2 (1:1)                | Burundi                                     | Estadio de los Mártires, Kinsasa     |                                      |
|                                      | N'Kololo 17' · Bolasie 78' | FIFA Reporte CAF Reporte | Mbokani 28' (a.g.) · Abdul Razak 89' (pen.) | Árbitro(s): Luelseghed Ghebremichael | Árbitro(s): Luelseghed Ghebremichael |

República Democrática del Congo avanzó a la tercera ronda luego de ganar la serie con un marcador global de 5 - 4.

### Liberia - Costa de Marfil
| 13 de noviembre de 2015, 16:00 UTC±0 | Liberia | 0:1 (0:1)                | Costa de Marfil | Estadio Antoinette Tubman, Monrovia |                              |
|                                      |         | FIFA Reporte CAF Reporte | Cyriac 44'      | Árbitro(s): Youssef Essrayri        | Árbitro(s): Youssef Essrayri |

| 17 de noviembre de 2015, 17:00 UTC±0 | Costa de Marfil        | 3:0 (2:0)                | Liberia | Estadio Houphouët-Boigny, Abiyán |                          |
|                                      | Sio 16' 35' · Seri 64' | FIFA Reporte CAF Reporte |         | Árbitro(s): Lazard Tsiba         | Árbitro(s): Lazard Tsiba |

Costa de Marfil avanzó a la tercera ronda luego de ganar la serie con un marcador global de 4 - 0.

### Madagascar - Senegal
| 13 de noviembre de 2015, 14:30 UTC+3 | Madagascar                             | 2:2 (1:0)                | Senegal               | Estadio Municipal de Mahamasina, Antananarivo |                            |
|                                      | Andriatsima 27' · Rakotoharimalala 59' | FIFA Reporte CAF Reporte | Konaté 71' · Mané 81' | Árbitro(s): Hudu Munyemana                    | Árbitro(s): Hudu Munyemana |

| 17 de noviembre de 2015, 19:00 UTC±0 | Senegal                              | 3:0 (1:0)                | Madagascar | Estadio Léopold Sédar Senghor, Dakar |                          |
|                                      | Kouyaté 20' · Konaté 53' · Diouf 82' | FIFA Reporte CAF Reporte |            | Árbitro(s): Joshua Bondo             | Árbitro(s): Joshua Bondo |

Senegal avanzó a la tercera ronda luego de ganar la serie con un marcador global de 5 - 2.

### Kenia - Cabo Verde
| 13 de noviembre de 2015, 16:00 UTC+3 | Kenia     | 1:0 (1:0)                | Cabo Verde | Estadio Nacional Nyayo, Nairobi |                           |
|                                      | Olunga 9' | FIFA Reporte CAF Reporte |            | Árbitro(s): Denis Dembele       | Árbitro(s): Denis Dembele |

| 17 de noviembre de 2015, 18:00 UTC-1 | Cabo Verde           | 2:0 (1:0)                | Kenia | Estadio Nacional de Cabo Verde, Praia |                            |
|                                      | Héldon Ramos 45' 52' | FIFA Reporte CAF Reporte |       | Árbitro(s): Joseph Lamptey            | Árbitro(s): Joseph Lamptey |

Cabo Verde avanzó a la tercera ronda luego de ganar la serie con un marcador global de 2 - 1.

### Tanzania - Argelia
| 14 de noviembre de 2015, 16:30 UTC+3 | Tanzania                | 2:2 (1:0)                | Argelia         | Estadio Nacional Benjamin Mkapa, Dar es-Salaam |                             |
|                                      | Maguri 43' · Samata 55' | FIFA Reporte CAF Reporte | Slimani 72' 75' | Árbitro(s): Mahamadou Keita                    | Árbitro(s): Mahamadou Keita |

| 17 de noviembre de 2015, 19:15 UTC+1 | Argelia                                                                                 | 7:0 (3:0)                | Tanzania | Estadio Mustapha Tchaker, Blida |                         |
|                                      | Brahimi 1' · Ghoulam 23' 59' (pen.) · Mahrez 43' · Slimani 49' (pen.) 75' · Medjani 72' | FIFA Reporte CAF Reporte |          | Árbitro(s): Sidi Alioum         | Árbitro(s): Sidi Alioum |

Argelia avanzó a la tercera ronda luego de ganar la serie con un marcador global de 9 - 2.

### Sudán - Zambia
| 11 de noviembre de 2015, 20:00 UTC+3 | Sudán | 0:1 (0:1)                | Zambia      | Estadio de Jartum, Jartum   |                             |
|                                      |       | FIFA Reporte CAF Reporte | Kalengo 28' | Árbitro(s): Mohamed Benouza | Árbitro(s): Mohamed Benouza |

| 15 de noviembre de 2015, 15:00 UTC+2 | Zambia                    | 2:0 (0:0)                | Sudán | Estadio Levy Mwanawasa, Ndola |                            |
|                                      | Musonda 59' · Kalengo 81' | FIFA Reporte CAF Reporte |       | Árbitro(s): Bakary Gassama    | Árbitro(s): Bakary Gassama |

Zambia avanzó a la tercera ronda luego de ganar la serie con un marcador global de 3 - 0.

### Libia - Ruanda
| 13 de noviembre de 2015, 14:30 UTC+1 | Libia               | 1:0 (0:0)                | Ruanda | Estadio Olímpico de Susa, Susa (Túnez) |                             |
|                                      | Al Badri 48' (pen.) | FIFA Reporte CAF Reporte |        | Árbitro(s): Malang Diedhiou            | Árbitro(s): Malang Diedhiou |

| 17 de noviembre de 2015, 15:30 UTC+2 | Ruanda        | 1:3 (0:1)                | Libia                             | Estadio Regional Nyamirambo, Kigali |                         |
|                                      | Tuyisenge 48' | FIFA Reporte CAF Reporte | El Monir 36' 90'+3' · Ghanudi 48' | Árbitro(s): Djamal Aden             | Árbitro(s): Djamal Aden |

Libia avanzó a la tercera ronda luego de ganar la serie con un marcador global de 4 - 1.

### Marruecos - Guinea Ecuatorial
| 12 de noviembre de 2015, 19:00 UTC±0 | Marruecos                 | 2:0 (1:0)                | Guinea Ecuatorial | Estadio de Agadir, Agadir  |                            |
|                                      | El Arabi 30' · Bammou 66' | FIFA Reporte CAF Reporte |                   | Árbitro(s): Daniel Bennett | Árbitro(s): Daniel Bennett |

| 15 de noviembre de 2015, 16:00 UTC+1 | Guinea Ecuatorial | 1:0 (1:0)                | Marruecos | Estadio de Bata, Bata     |                           |
|                                      | Rui 14'           | FIFA Reporte CAF Reporte |           | Árbitro(s): Janny Sikazwe | Árbitro(s): Janny Sikazwe |

Marruecos avanzó a la tercera ronda luego de ganar la serie con un marcador global de 2 - 1.

### Mozambique - Gabón
| 11 de noviembre de 2015, 19:00 UTC+2 | Mozambique  | 1:0 (0:0)                | Gabón | Estadio Zimpeto, Maputo      |                              |
|                                      | Pelembe 54' | FIFA Reporte CAF Reporte |       | Árbitro(s): Parmendra Nunkoo | Árbitro(s): Parmendra Nunkoo |

| 14 de noviembre de 2015, 18:00 UTC+1 | Gabón                                                   | 1:0 (1:0, 1:0) (t. s.)(0:0 t. s.)(4:3 p.) | Mozambique                                      | Estadio de Angondjé, Libreville |                             |
|                                      | Evouna 2'                                               | FIFA Reporte CAF Reporte                  |                                                 | Árbitro(s): Bernard Camille     | Árbitro(s): Bernard Camille |
|                                      |                                                         | Tiros desde el punto penal                |                                                 |                                 |                             |
|                                      | Biyogo Poko · Evouna · Tandjigora · Obiang · Aubameyang |                                           | Júnior · Miquissone · Baúque · Domingues · Miró |                                 |                             |

Gabón avanzó a la tercera ronda luego de ganar en la definición por penales por 4 - 3, la serie terminó empatada con un marcador global de 1 - 1.

### Benín - Burkina Faso
| 12 de noviembre de 2015, 16:00 UTC+1 | Benín                               | 2:1 (1:1)                | Burkina Faso | Stade de l'Amitié, Cotonú      |                                |
|                                      | Sessègnon 45'+2' (pen.) · Bello 84' | FIFA Reporte CAF Reporte | Nakoulma 51' | Árbitro(s): Bouchaib El Ahrach | Árbitro(s): Bouchaib El Ahrach |

| 17 de noviembre de 2015, 18:00 UTC±0 | Burkina Faso                       | 2:0 (1:0)                | Benín | Estadio del 4 de Agosto, Uagadugú |                               |
|                                      | Pitroipa 17' (pen.) · B Traoré 70' | FIFA Reporte CAF Reporte |       | Árbitro(s): Mehdi Abid Charef     | Árbitro(s): Mehdi Abid Charef |

Burkina Faso avanzó a la tercera ronda luego de ganar la serie con un marcador global de 3 - 2.

### Togo - Uganda
| 12 de noviembre de 2015, 15:30 UTC±0 | Togo | 0:1 (0:1)                | Uganda   | Estadio de Kégué, Lomé     |                            |
|                                      |      | FIFA Reporte CAF Reporte | Miya 39' | Árbitro(s): Yakhouba Keita | Árbitro(s): Yakhouba Keita |

| 15 de noviembre de 2015, 16:00 UTC+3 | Uganda                  | 3:0 (3:0)                | Togo | Estadio Nacional Nelson Mandela, Kampala |                                 |
|                                      | Massa 4' · Miya 41' 45' | FIFA Reporte CAF Reporte |      | Árbitro(s): Hamada Nampiandraza          | Árbitro(s): Hamada Nampiandraza |

Uganda avanzó a la tercera ronda luego de ganar la serie con un marcador global de 4 - 0.

### Angola - Sudáfrica
| 13 de noviembre de 2015, 15:30 UTC+1 | Angola    | 1:3 (1:2)                | Sudáfrica                                 | Estadio Nacional de Ombaka, Benguela |                                   |
|                                      | Gelson 2' | FIFA Reporte CAF Reporte | Rantie 13' · Gabuza 20' · Jali 80' (pen.) | Árbitro(s): Bamlak Tessema Weyesa    | Árbitro(s): Bamlak Tessema Weyesa |

| 17 de noviembre de 2015, 19:00 UTC+2 | Sudáfrica                | 1:0 (0:0)                | Angola | Estadio Moses Mabhida, Durban |                           |
|                                      | Manucho Diniz 66' (a.g.) | FIFA Reporte CAF Reporte |        | Árbitro(s): Davies Omweno     | Árbitro(s): Davies Omweno |

Sudáfrica avanzó a la tercera ronda luego de ganar la serie con un marcador global de 4 - 1.